# Przemysław Tytoń
Przemysław Tytoń [pʂɛˈmɨswaf ˈtɨtɔɲ] (* 4. Januar 1987 in Zamość) ist ein polnischer Fußballspieler auf der Torwartposition, der seit Mitte 2022 beim FC Twente Enschede in den Niederlanden unter Vertrag steht.

## Karriere

### Vereine
Tytoń begann mit dem Fußballspielen bei Hetman Zamość. Seine Profikarriere begann er bei Górnik Łęczna in der polnischen Ekstraklasa. In zwei Spielzeiten absolvierte er 20 Erstligaspiele für Górnik Łęczna. 2007 wurde er vom niederländischen Erstligisten Roda Kerkrade verpflichtet. In den ersten dreieinhalb Jahren war er Ersatztorhüter hinter Bram Castro. Erst zur Rückrunde der Saison 2009/10 gelang es ihm, Castro zu verdrängen und blieb seitdem Stammtorhüter. Im März 2011 erlitt er im Trainingslager mit der Nationalmannschaft eine Schulterverletzung, aufgrund der er den Rest der Saison 2010/11 ausfiel.
Im August 2011 wechselte Tytoń nach den ersten beiden Spieltagen, an denen er noch für Roda JC Kerkrade aktiv gewesen war, auf Leihbasis zum Ligakonkurrenten PSV Eindhoven. Zunächst war er hinter Andreas Isaksson nur Ersatzmann, ehe der Konkurrent zehn Gegentore in zwei aufeinanderfolgenden Spielen hinnehmen musste und sich Trainer Fred Rutten ab Anfang März für ihn entschied. In den abschließenden zehn Ligaspielen und im Pokalfinale stand er im Tor. Dort gewann die mittlerweile von Phillip Cocu betreute Mannschaft durch einen 3:0-Erfolg über Heracles Almelo den Titel. Im Sommer 2012 wurde er von der PSV Eindhoven dauerhaft verpflichtet. Nachdem er seinen Stammplatz im Tor verloren hatte und in der Saison 2013/14 lediglich sechs Ligaspiele bestritten hatte, wurde er zur Saison 2014/15 an den spanischen Erstligisten FC Elche verliehen.
Zur Saison 2015/16 wechselte Tytoń zum VfB Stuttgart, für den er am 16. August 2015 (1. Spieltag) bei der 1:3-Niederlage im Heimspiel gegen den 1. FC Köln in der Bundesliga debütierte. Nach einer 2:6-Auswärtsniederlage gegen Werder Bremen am 32. Spieltag wurde Tytoń in den letzten beiden Saisonspielen im Tor durch seinen Konkurrenten Mitchell Langerak, der sich in der Saisonvorbereitung schwer verletzt hatte, ersetzt. Zur Spielzeit 2016/17 wechselte Tytoń zu Deportivo La Coruña, wo er bis Sommer 2018 spielte. Nach einem halben Jahr Vereinslosigkeit schloss sich Tytoń zur Saison 2019 dem neuen MLS-Franchise FC Cincinnati an. Dort war er zwei Spielzeiten aktiv und absolvierte insgesamt 45 Pflichtspiele für den Verein.
Im März 2022 nahm ihn dann Ajax Amsterdam bis zum Saisonende als Ersatztorhüter hinter André Onana und Maarten Stekelenburg unter Vertrag. Am Saisonende gewann er mit der Mannschaft die niederländische Meisterschaft, ohne dabei selbst zum Einsatz gekommen zu sein. Im Sommer 2022 verpflichtete ihn der Ligakonkurrent FC Twente Enschede als Ersatztorhüter hinter Lars Unnerstall.

### Nationalmannschaft

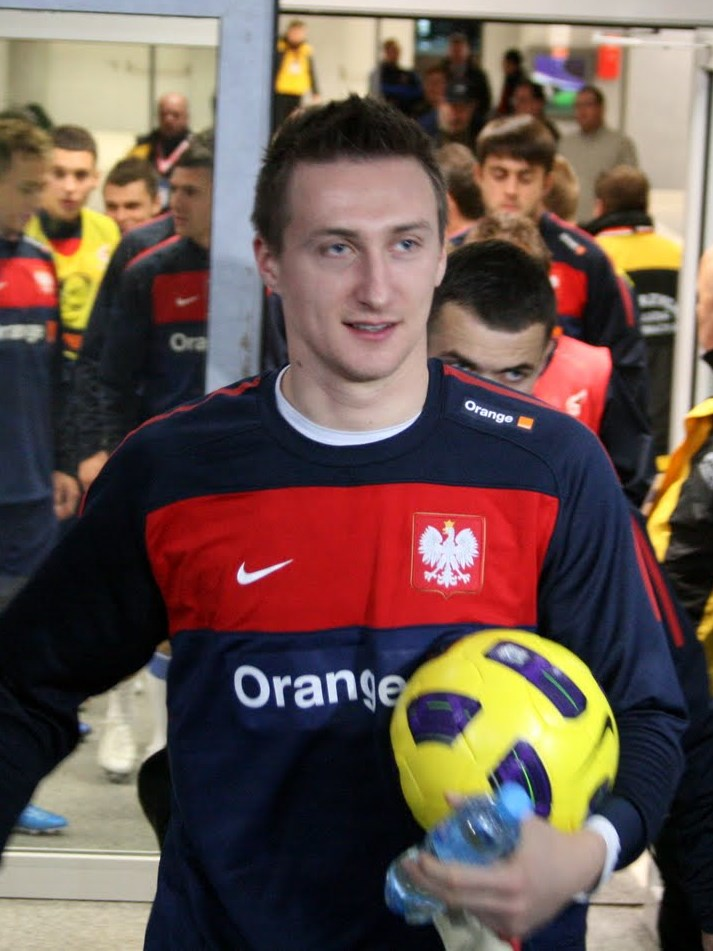
Tytoń im Nationaltrikot (2010)

Am 29. Mai 2010 debütierte Tytoń in der A-Nationalmannschaft beim torlosen Unentschieden im Test-Länderspiel gegen die Auswahl Finnlands. Da sich der polnische Nationaltrainer Franciszek Smuda lange Zeit nicht auf eine „Nummer 1“ im Tor festgelegt hatte, kämpfte Tytoń mit Torhüter Artur Boruc, Tomasz Kuszczak, Łukasz Fabiański oder Sebastian Przyrowski um die Position des Stammtorhüters. Im Mai 2012 nominierte ihn der Nationaltrainer neben den England-Legionären Łukasz Fabiański und Wojciech Szczęsny für die Europameisterschaft 2012. Mit dem Platzverweis nach einer Notbremse von Szczęsny in der 69. Spielminute im EM-Eröffnungsspiel kam er zu seinem EM-Debüt und hielt den von Giorgos Karagounis in der 71. Spielminute getretenen Foulelfmeter. Bis zu seinem letzten Einsatz im März 2016, ebenfalls gegen Finnland, bestritt Tytoń insgesamt 14 Länderspiele für Polen.

## Erfolge
- Niederländischer Meister: 2022
- Niederländischer Pokalsieger: 2012
- Niederländischer Superpokalsieger: 2012